# Fanny Fischer
Fanny Fischer (Potsdam, 7 de septiembre de 1986) es una deportista alemana que compitió en piragüismo en la modalidad de aguas tranquilas. Está casada con el piragüista Ronald Rauhe.
Participó en los Juegos Olímpicos de Pekín 2008, obteniendo una medalla de oro en la prueba de K4 500 m. Ganó nueve medallas en el Campeonato Mundial de Piragüismo entre los años 2005 y 2010, y once medallas en el Campeonato Europeo de Piragüismo entre los años 2005 y 2010.

## Palmarés internacional
| Juegos Olímpicos   | Juegos Olímpicos         | Juegos Olímpicos  | Juegos Olímpicos |
| Año                | Lugar                    | Medalla           | Competición      |
| ------------------ | ------------------------ | ----------------- | ---------------- |
| 2008               | Pekín (China)            | Medalla de oro    | K4 500 m         |
| Campeonato Mundial |                          |                   |                  |
| Año                | Lugar                    | Medalla           | Competición      |
| 2005               | Zagreb (Croacia)         | Medalla de bronce | K2 200 m         |
| 2006               | Szeged (Hungría)         | Medalla de plata  | K2 200 m         |
| 2006               | Szeged (Hungría)         | Medalla de bronce | K2 500 m         |
| 2007               | Duisburgo (Alemania)     | Medalla de oro    | K2 200 m         |
| 2007               | Duisburgo (Alemania)     | Medalla de oro    | K2 500 m         |
| 2009               | Dartmouth (Canadá)       | Medalla de oro    | K1 4 × 200 m     |
| 2009               | Dartmouth (Canadá)       | Medalla de plata  | K2 200 m         |
| 2009               | Dartmouth (Canadá)       | Medalla de plata  | K2 500 m         |
| 2010               | Poznań (Polonia)         | Medalla de plata  | K4 500 m         |
| Campeonato Europeo |                          |                   |                  |
| Año                | Lugar                    | Medalla           | Competición      |
| 2005               | Poznań (Polonia)         | Medalla de bronce | K2 200 m         |
| 2006               | Račice (República Checa) | Medalla de plata  | K2 200 m         |
| 2006               | Račice (República Checa) | Medalla de plata  | K2 500 m         |
| 2007               | Pontevedra (España)      | Medalla de oro    | K2 200 m         |
| 2007               | Pontevedra (España)      | Medalla de plata  | K2 500 m         |
| 2008               | Milán (Italia)           | Medalla de bronce | K2 500 m         |
| 2009               | Brandeburgo (Alemania)   | Medalla de oro    | K2 200 m         |
| 2009               | Brandeburgo (Alemania)   | Medalla de oro    | K1 4 × 200 m     |
| 2009               | Brandeburgo (Alemania)   | Medalla de bronce | K2 500 m         |
| 2010               | Corvera (España)         | Medalla de oro    | K4 500 m         |
| 2010               | Corvera (España)         | Medalla de bronce | K2 200 m         |